# 測量員2號
測量員2號是美國探測月球的測量員計畫中，第二艘登陸月球的測量員太空船。
- 發射於1966年9月20日，於1966年9月23日著陸。
- 登陸時的重量：644磅  (292 公斤)

中途校正的失敗，導致太空船於登陸時失去控制而傾倒。太空船的目的地是中央灣，但是在哥白尼坑附近撞毀。
這艘探測器是為了確定月球的地形能夠讓阿波羅在月球進行軟登陸任務而發射，並進行月球表面攝影的一系列太空船的第二艘。他也裝備了將雷達反射資料送回地球的設備、月球表面乘載強度，和測量太空船的溫度並用來分析月球表面的溫度。原來計畫的目標是中央灣，但是阿特拉斯-半人馬的發動機在航行途中校正航向時，一個微小的引擎未能點燃，導致推力的不平衡造成太空船的管轉，而企圖解救的任務失敗，使測量員2號的路徑偏差至相距約130公里的地點。在9月22日9:35 UT與太空船失去了聯繫，而太空船在1966年9月23日3:18UT撞擊在月球表面的哥白尼坑。

## 外部連結
- 測量員2號飛行性能最終報告 - 1967年1月 (PDF) （页面存档备份，存于）(英文)
- 測量員計畫的結果 (PDF) 1969年 （页面存档备份，存于）(英文)